# التدخلات الخارجية للولايات المتحدة
شاركت الولايات المتحدة في العديد من التدخلات الأجنبية عبر تاريخها.كانت هناك مدرستان فكريتان مهيمنتان في الولايات المتحدة حول السياسة الخارجية، وهما التدخل والانعزالية التي إما تشجع أو تثبط التدخل الأجنبي، العسكري والدبلوماسي والاقتصادي على التوالي.
شكل القرن 19جذور التدخل الأجنبي للولايات المتحدة، والذي كان مدفوعًا في ذلك الوقت إلى حد كبير بالفرص الاقتصادية في المحيط الهادئ وأمريكا اللاتينية التي تسيطر عليها إسبانيا جنبًا إلى جنب مع مبدأ مونرو، الذي جعل الولايات المتحدة تسعى إلى سياسة لمقاومة الاستعمار الأوروبي في نصف الكرة الغربي.شهد القرن العشرين تدخل الولايات المتحدة في حربين عالميتين قاتلت فيهما القوات الأمريكية إلى جانب حلفائها في حملات دولية ضد الإمبراطورية اليابانية والإمبراطورية وألمانيا النازية وحلفائها.نتج عن تداعيات الحرب العالمية الثانية سياسة خارجية سعت فيها الولايات المتحدة إلى معارضة الشيوعية العالمية.أدت الحرب الباردة التي تلت ذلك إلى مذاهب ترومان وأيزنهاور وكينيدي وكارتر وريغان، والتي شهدت جميعها احتضان الولايات المتحدة التجسس وتغيير النظام والصراعات بالوكالة وغيرها من الأنشطة السرية دوليًا ضد الاتحاد السوفيتي.
بعد انهيار الاتحاد السوفيتي في عام1991، ظهرت الولايات المتحدة كقوة عظمى وحيدة في العالم، ونتيجة لذلك، استمرت التدخلات في إفريقيا وأوروبا الشرقية والشرق الأوسط.في أعقاب هجمات11 سبتمبر / أيلول عام 2001، شنت الولايات المتحدة وحلفاؤها في الناتو الحرب العالمية على الإرهاب التي شنت فيها الولايات المتحدة حملات دولية لمكافحة الإرهاب ضد مجموعات متطرفة مختلفة مثل القاعدة والدولة الإسلامية في دول مختلفة.شهدت عقيدة بوش للحرب الاستباقية غزو الولايات المتحدة للعراق في عام 2003 وشهدت توسع الجيش في وجوده في إفريقيا وآسيا من خلال سياسة متجددة للدفاع الداخلي الخارجي.سعت استراتيجية إدارة أوباما لعام 2012 «المحور نحو شرق آسيا» إلى إعادة تركيز جهود الولايات المتحدة الجيوسياسية من مكافحة التمرد في الشرق الأوسط إلى المشاركة الأمريكية المتزايدة في شرق آسيا، كجزء من سياسة لاحتواء صعود الصين.
شاركت البحرية الأمريكية في أنشطة مكافحة القرصنة في الأراضي الأجنبية طوال تاريخها، من الحروب البربرية إلى مكافحة القرصنة الحديثة قبالة سواحل الصومال ومناطق أخرى.

## ما بعد الاستعمار

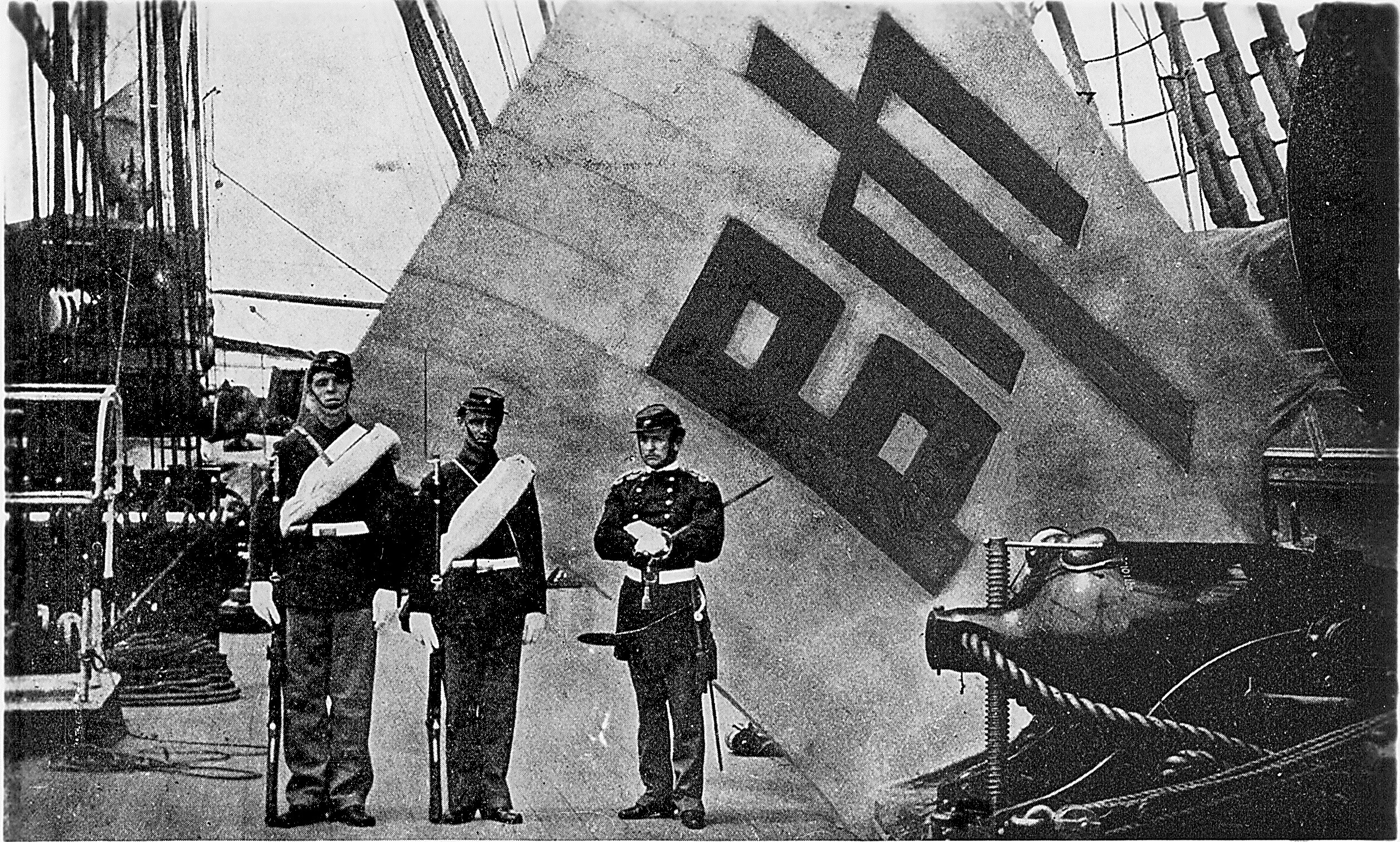
مشاة البحرية من السرب الآسيوي مع الأسير سوجاغي خلال الحملة الكورية عام1871.لم تتم إعادة العلم إلى كوريا حتى عام 2007.

شهد القرن التاسع عشر انتقال الولايات المتحدة من قوة إقليمية انعزالية ما بعد الاستعمار إلى قوة عبر المحيط الأطلسي وعبر المحيط الهادئ.
كانت الحروب البربرية الأولى والثانية في أوائل القرن التاسع عشر أول حروب خارجية اسمية شنتها الولايات المتحدة بعد الاستقلال.كانت الحروب البربرية الموجهة ضد الدول البربرية في شمال إفريقيا، تهدف إلى إنهاء القرصنة ضد السفن التي ترفع العلم الأمريكي في البحر الأبيض المتوسط، على غرار شبه الحرب مع الجمهورية الفرنسية.
تم تأسيس ليبيريا برعاية خاصة من قبل الجماعات الأمريكية، وفي المقام الأول جمعية الاستعمار الأمريكية، لكن البلاد تمتعت بالدعم والتعاون غير الرسمي من حكومة الولايات المتحدة.
تضمنت التدخلات البارزة في القرن التاسع عشر ما يلي:
- التدخلات الأمريكية المتكررة في تشيلي، ابتداءً من عام1811، العام الذي أعقب استقلالها عن إسبانيا.
- 1846 إلى 1848: خلال الحرب المكسيكية الأمريكية، خاضت المكسيك والولايات المتحدة حربًا على تكساس وكاليفورنيا وما يعرف اليوم بالجنوب الغربي الأمريكي ولكنه كان آنذاك جزءًا من المكسيك.خلال هذه الحرب، غزت القوات الأمريكية واحتلت أجزاء من المكسيك، بما في ذلك فيراكروز ومكسيكو سيتي.
- 1854: تفاوض العميد البحري ماثيو بيري على اتفاقية كاناغاوا، التي أنهت فعليًا قرونًا من العزلة الوطنية لليابان، وفتحت البلاد أمام التجارة والدبلوماسية الغربية.[4] في وقت لاحق، قدمت الولايات المتحدة سياسة الباب المفتوح في عام1899 التي ضمنت الوصول الاقتصادي المتكافئ للصين ودعم السلامة الإقليمية والإدارية للصين.
- 1871: أرسلت الولايات المتحدة قوة استكشافية إلى كوريا بعد محاولات فاشلة للتأكد من مصير السفينة التجارية المسلحة الجنرال شيرمان، والتي تعرضت للهجوم خلال محاولة فاشلة لفتح التجارة مع المملكة الانعزالية في عام1866.بعد تعرضها لكمين، شنت القوة الاستكشافية الأمريكية المكونة من 650 رجلاً حملة عقابية، حيث استولت على عدة حصون كورية واحتلتها وقتلت أكثر من 200 جندي كوري.[5]

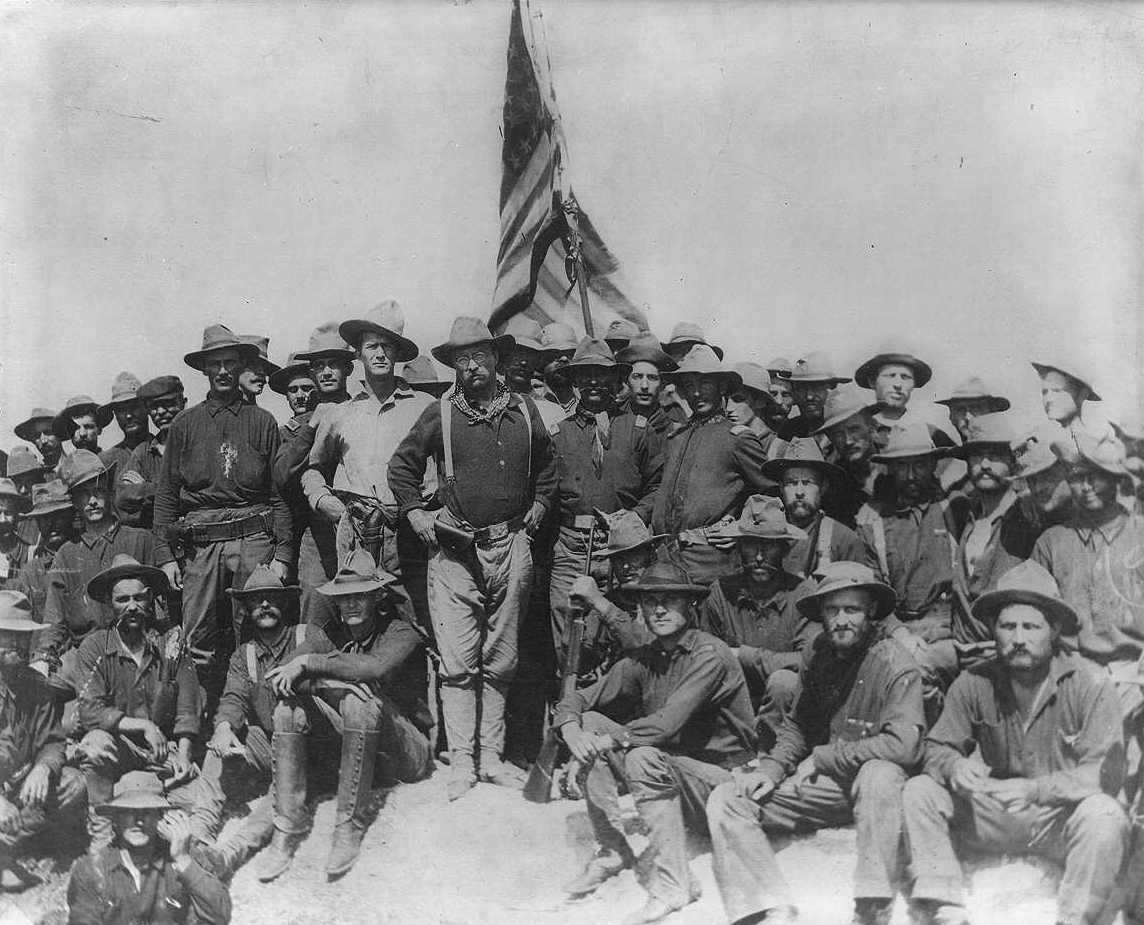
العقيد ثيودور روزفلت وفرسان راف رایدرز بعد الاستيلاء على سان خوان هيل خلال الحرب الإسبانية الأمريكية.

- 1898: شهدت الحرب الإسبانية الأمريكية القصيرة والحاسمة انتصارات أمريكية ساحقة في البحر وعلى الأرض ضد المملكة الإسبانية.اعتمد الجيش الأمريكي بشكل كبير على المتطوعين ووحدات الميليشيات الحكومية، وغزا واحتلال كوبا الخاضعة للسيطرة الإسبانية، ومنحها فيما بعد الاستقلال.شهدت معاهدة السلام تنازل إسبانيا عن السيطرة على مستعمراتها في بورتوريكو وغوام والفلبين للولايات المتحدة.[6] أقامت البحرية الأمريكية محطات فحم هناك وفي هاواي.[7] انظر أيضا: أعمال الحديد في الحمام

شهدت العقود الأولى من القرن العشرين عددًا من التدخلات في أمريكا اللاتينية من قبل حكومة الولايات المتحدة التي غالبًا ما تكون مبررة بموجب روزفلت النتيجة الطبيعية لمذهب مونرو. اعتبر الرئيس ويليام هوارد تافت دبلوماسية الدولار وسيلة تستفيد بها الشركات الأمريكية بينما تساعد في تحقيق هدف الأمن القومي المتمثل في منع القوى الأوروبية من ملء أي فراغ محتمل في القوة المالية.
- 1898-1935: أطلقت الولايات المتحدة عدة تدخلات طفيفة في أمريكا اللاتينية، مما أدى إلى الوجود العسكري الأمريكي في كوبا وهندوراس وبنما (عبر معاهدة هاي بوناو وفاريلا ولجنة القناة البرزخية)،[10] هايتي (1915-1935)،[11] جمهورية الدومينيكان (1916-1924) ونيكاراغوا (1912-1925) و (1926-1933).[12] بدأ سلاح مشاة البحرية الأمريكي بالتخصص في الاحتلال العسكري طويل الأمد لهذه البلدان، وذلك لحماية عائدات الجمارك التي كانت سببًا في نشوب حروب أهلية محلية.[13]
  - 1901: عدل تعديل بلات معاهدة بين الولايات المتحدة وكوبا بعد الحرب الإسبانية الأمريكية، مما جعل كوبا عمليا محمية أمريكية.حدد التعديل شروط تدخل الولايات المتحدة في الشؤون الكوبية وسمح للولايات المتحدة باستئجار أو شراء الأراضي لغرض إنشاء قواعد بحرية، بما في ذلك خليج غوانتانامو.[14]

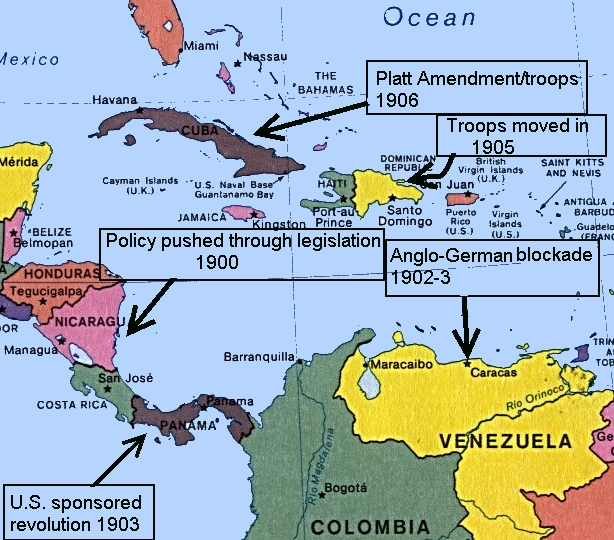
خريطة لأمريكا الوسطى تظهر الأماكن التي تأثرت بسياسة العصا الكبيرة لثيودور روزفلت.

- - 1904: عندما بدأت الحكومات الأوروبية في استخدام القوة للضغط على دول أمريكا اللاتينية لسداد ديونها، أعلن ثيودور روزفلت «النتيجة الطبيعية» لمبدأ مونرو، مشيرًا إلى أن الولايات المتحدة لن تمنع فقط بل ستتدخل عسكريًا في الشؤون بين أوروبا وأمريكا اللاتينية.الحكومات إذا أدى الضغط الأوروبي إلى تحول البلدان اللاتينية إلى دول فاشلة مزمنة غير مستقرة.[15]
  - 1906 إلى 1909: حكمت الولايات المتحدة كوبا في عهد الحاكم تشارلز ماغون.[16]
  - 1914: خلال ثورة في جمهورية الدومينيكان، أطلقت البحرية الأمريكية النار على الثوار الذين كانوا يقصفون بويرتو بلاتا، من أجل وقف العمل.
  - 1916-1924: احتلت قوات المارينز الأمريكية جمهورية الدومينيكان بعد 28 ثورة في 50 عامًا.[17] حكم المارينز الأمة بالكامل باستثناء الأجزاء الخارجة عن القانون في مدينة سانتو دومينغو، حيث لا يزال أمراء الحرب يسيطرون على السلطة.[18]
- 1899 إلى 1901: نظمت الولايات المتحدة حملة الإغاثة الصينية أثناء تمرد الملاكمين، والتي شهدت تحالفًا من ثماني دول أخمد تمرد مجتمع بوكسر السري وأطاح بالجيش الإمبراطوري لسلالة تشينغ.
- 1899-1913: شهدت الحرب الفلبينية الأمريكية ثورة ثوار الفلبينيين ضد الحكم الأمريكي في أعقاب الحرب الإسبانية الأمريكية.نشر الجيش الأمريكي100000 جندي (معظمهم من الحرس الوطني) تحت قيادة الجنرال إيلويل أوتيس في الفلبين، مما أدى إلى انقسام المتمردين إلى مجموعات مسلحة.انهار التمرد في مارس1901 عندما ألقى الجنرال فريدريك فونستون وحلفاؤه ماكابيبي القبض على القائد إميليو أجوينالدو. أدى تمرد مورو المتزامن إلى ضم الفلبين من قبل الولايات المتحدة.
- 1910 إلى 1919: شهدت حرب الحدود على طول الحدود الأمريكية المكسيكية احتلال القوات الأمريكية فيراكروز لمدة ستة أشهر في عام1914.تدخلت القوات الأمريكية في شمال المكسيك خلال حملة بانشو فيلا.[19]
- 1917 إلى 1920: تدخلت الولايات المتحدة في أوروبا خلال الحرب العالمية الأولى.خلال الأشهر الثمانية عشر المقبلة، ستعاني الولايات المتحدة من سقوط116.708 قتيل و 204.002 جريح.كما تدخلت القوات الأمريكية في الحرب الأهلية الروسية ضد الجيش الأحمر عبر تدخل سيبيريا وتدخل بعثة الدب القطبي في شمال روسيا.

### الحرب العالمية الثانية

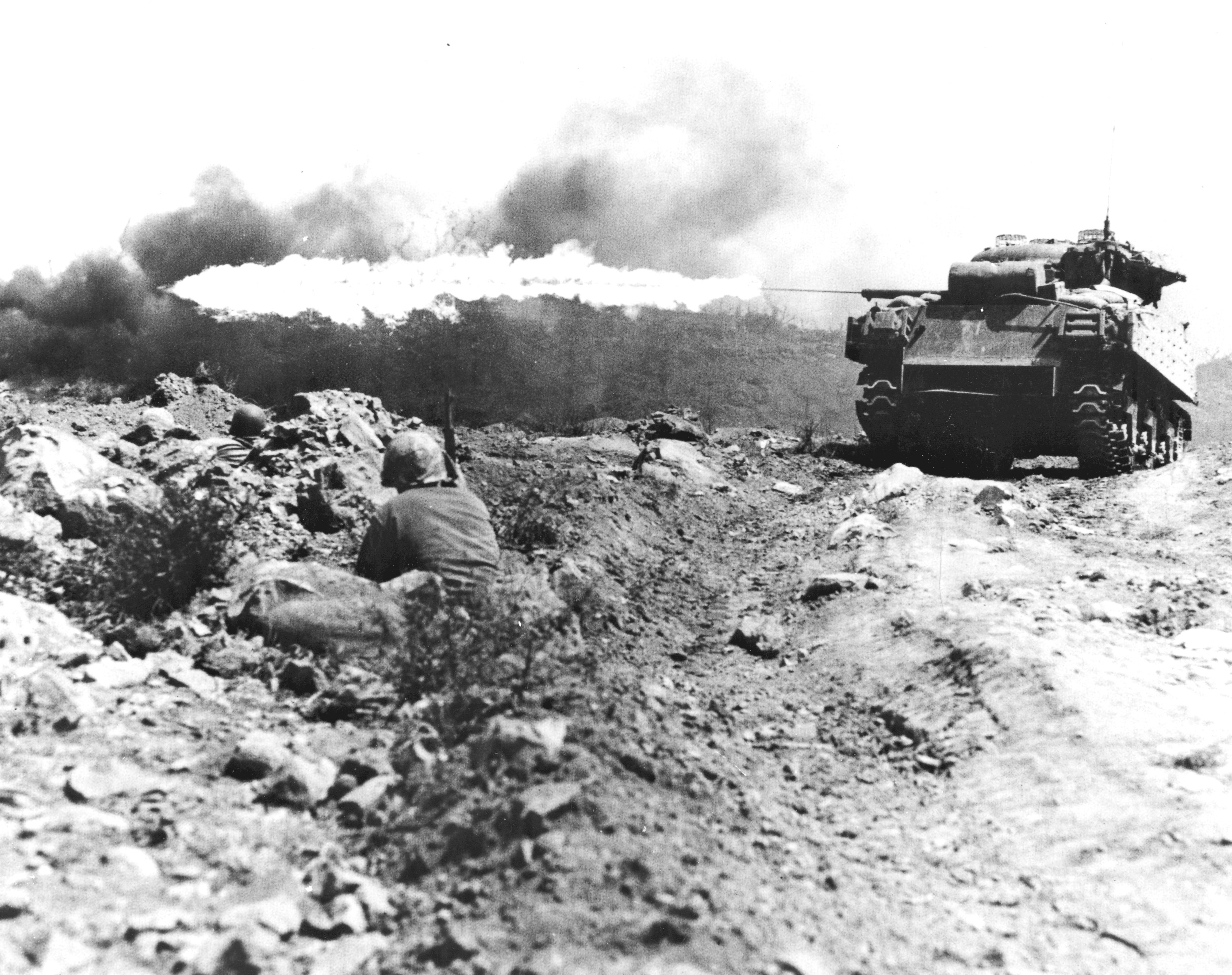
دبابة أمريكية من طراز M4 شيرمان تقوم بتطهير مخبأ إمبراطوري ياباني في معركة إيو جيماخلال الحرب العالمية الثانية.

سعت سلسلة من قوانين الحياد التي أقرها الكونجرس الأمريكي في ثلاثينيات القرن الماضي إلى إعادة السياسة الخارجية إلى سياسة عدم التدخل في الشؤون الأوروبية، كما كانت قبل دخول الولايات المتحدة الحرب العالمية الأولى.ومع ذلك، فإن هجمات الغواصات الألمانية على السفن الأمريكية في عام1941 شهدت إلغاء العديد من أحكام قوانين الحياد إلى حد كبير.قانون البحرية للمحيطين لعام1940 سيزيد في النهاية حجم البحرية الأمريكية بنسبة 70٪. شهدت صفقة مدمرات بريطانية أمريكية مقابل قواعد في سبتمبر1940 نقل الولايات المتحدة 50 مدمرة تابعة للبحرية إلى البحرية الملكية مقابل عقود إيجار مجانية لمدة 99 عامًا لممتلكات إمبراطورية بريطانية مختلفة.حصلت الولايات المتحدة على حقوق إنشاء قواعد عسكرية جديدة في أنتيغوا وجويانا البريطانية ونيوفاوندلاند وجزر الباهاما والساحل الجنوبي لجامايكا والساحل الغربي لسانت لوسيا وخليج باريا وغريت ساوند وكاسل هاربور في برمودا.
خلال الحرب العالمية الثانية، نشرت الولايات المتحدة قوات للقتال في أوروبا وشمال إفريقيا والمحيط الهادئ.كانت الولايات المتحدة مشاركًا رئيسيًا في العديد من المعارك، بما في ذلك معركة ميدواي وإنزال نورماندي ومعركة الانتفاخ.في الفترة ما بين 7 ديسمبر1941 إلى 2 سبتمبر1945، قُتل أكثر من 400 ألف أمريكي في الصراع.بعد الحرب، احتلت القوات الأمريكية والقوات المتحالفة كل من ألمانيا واليابان.تحتفظ الولايات المتحدة اليوم بقوات عسكرية محصنة في كل من ألمانيا واليابان.
كما قدمت الولايات المتحدة دعمًا اقتصاديًا لعدد كبير من الدول والحركات التي كانت تعارض قوى المحور.كانت سياسة الرئيس فرانكلين دي روزفلت النقدية والمحمولة مقدمة لما سيصبح برنامج Lend-Lease، والذي «أقرض» مجموعة واسعة من الموارد والأسلحة للعديد من البلدان، وخاصة بريطانيا العظمى والاتحاد السوفيتي، ليتم سدادها ظاهريًا بعد الحرب.من الناحية العملية، لم تضغط الولايات المتحدة في كثير من الأحيان من أجل السداد أو «باعت» البضائع بسعر رمزي، مثل10٪ من قيمتها.كما تم إرسال مساعدات كبيرة إلى فرنسا وتايوان،وحركات المقاومة في البلدان التي يحتلها المحور.

## الحرب الباردة
بعد الحرب العالمية الثانية، ساعدت الولايات المتحدة في تشكيل منظمة حلف شمال الأطلسي في عام1949 لمقاومة التوسع الشيوعي ودعم حركات المقاومة والمنشقين في الأنظمة الشيوعية في وسط وشرق أوروبا والاتحاد السوفيتي خلال فترة عرفت باسم الحرب الباردة.أحد الأمثلة على ذلك هو عمليات مكافحة التجسس التي أعقبت اكتشاف ملف الوداع الذي يجادل البعض بأنه ساهم في سقوط النظام السوفيتي. بعد أن وضع جوزيف ستالين حصار برلين، بدأت الولايات المتحدة وبريطانيا وفرنسا وكندا وأستراليا ونيوزيلندا وعدة دول أخرى في " جسر برلين الجوي " الهائل، لتزويد برلين الغربية بما يصل إلى 4700 طن من الضروريات اليومية. ابتكر طيار القوات الجوية الأمريكية جيل هالفورسن "عملية فيتلز " التي زودت الأطفال الألمان بالحلوى. في مايو1949، تراجع ستالين ورفع الحصار. أنفقت الولايات المتحدة المليارات لإعادة بناء أوروبا ومساعدة التنمية العالمية من خلال برامج مثل خطة مارشال.

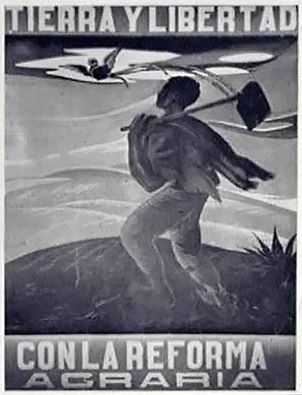
عندما حاول الرئيس الغواتيمالي المنتخب ديمقراطياً جاكوبو أربينز إعادة توزيع متواضعة للأراضي، تمت الإطاحة به في1954 سیا في غواتيمالا انقلاب

في عام1945، احتلت الولايات المتحدة والاتحاد السوفيتي كوريا لنزع سلاح القوات المسلحة اليابانية التي احتلت شبه الجزيرة الكورية.قسمت الولايات المتحدة والاتحاد السوفيتي البلاد عند خط عرض 38، وشكل كل منهما حكومة، حيث نصب الاتحاد السوفيتي الزعيم الستاليني كيم إيل سونغ في كوريا الشمالية، وفي كوريا الجنوبية،انتُخب سينغمان ري، المناهض للشيوعية، رئيسا في عام1948.كلا الزعيمين كانا ديكتاتوريين مستبدين.اندلعت التوترات بين الشمال والجنوب إلى حرب شاملة في عام1950 عندما غزت القوات الكورية الشمالية الجنوب.من عام1950 إلى عام1953،قاتلت القوات الأمريكية والأمم المتحدة القوات الشيوعية الصينية والكورية الشمالية في الحرب الكورية.أسفرت الحرب عن مقتل 36574 أمريكيًا ومقتل 2-3 مليون كوري.انتهت الحرب في طريق مسدود حيث دمرت شبه الجزيرة الكورية وكل مدينة رئيسية في حالة خراب.كانت كوريا الشمالية من بين الدول الأكثر تعرضًا للقصف في التاريخ.انتهى القتال في 27 يوليو1953 عندما تم توقيع اتفاقية الهدنة الكورية.نصت الاتفاقية على إنشاء المنطقة المنزوعة السلاح في كوريا (DMZ) لفصل كوريا الشمالية والجنوبية، وسمحت بعودة الأسرى.ومع ذلك، لم يتم التوقيع على أي معاهدة سلام، ولا تزال الكوريتان من الناحية الفنية في حالة حرب.ظلت القوات الأمريكية في كوريا الجنوبية لردع المزيد من الصراع.
خلال الحرب الباردة، وكثيرا ما استخدمت الولايات المتحدة وكالة الاستخبارات المركزية (CIA) لل سرية وعمليات سرية ضد الحكومات والجماعات تعتبر غير ودية لمصالح الولايات المتحدة، وخاصة في الشرق الأوسط، وأمريكا اللاتينية، وأفريقيا.في عام1949، خلال إدارة ترومان،أطاح انقلاب بحكومة برلمانية منتخبة في سوريا، والتي أخرت الموافقة على خط أنابيب النفط الذي طلبته المصالح التجارية الدولية للولايات المتحدة في تلك المنطقة.إن الدور الدقيق لوكالة المخابرات المركزية في الانقلاب مثير للجدل، لكن من الواضح أن المسؤولين الحكوميين الأمريكيين، بمن فيهم ضابط واحد على الأقل من وكالة المخابرات المركزية،تواصلوا مع حسني الزعيم، منظم الانقلاب، قبل انقلاب 30 مارس، وكانوا على الأقل مدركين أنه تم التخطيط له.بعد ستة أسابيع، في16 مايو، وافق الزعيم على خط الأنابيب.
في أوائل الخمسينيات من القرن الماضي، قادت وكالة المخابرات المركزية مشروع مقيت الدهون، وهو جهد سري للضغط على الملك المصري فاروق الأول لتبني إصلاحات سياسية موالية لأمريكا.بعد أن قاوم، تحول المشروع نحو الإطاحة به، وأطيح بفاروق في انقلاب عسكري عام1952. في عام1953، في عهد الرئيس الأمريكي دوايت أيزنهاور، ساعدت وكالة المخابرات المركزية الشاه محمد رضا بهلوي من إيران إزالة رئيس الوزراء المنتخب ديمقراطيا،محمد مصدق.زعم مؤيدو السياسة الأمريكية أن مصدق أنهى الديمقراطية من خلال استفتاء مزور.
في عام1952، أطلقت وكالة المخابرات المركزية عملية فورتشن، وفي عام1954،نجحت عملية PBS في الإطاحة بالرئيس الغواتيمالي المنتخب ديمقراطياً جاكوبو أربينز، وأنهت الثورة الغواتيمالية.نصب الانقلاب الديكتاتورية العسكرية لكارلوس كاستيلو أرماس، وهي الأولى في سلسلة الديكتاتوريين المدعومين من الولايات المتحدة الذين حكموا غواتيمالا.غرقت غواتيمالا بعد ذلك في حرب أهلية أودت بحياة الآلاف وأنهت كل أشكال التعبير الديمقراطي لعقود.
قامت وكالة المخابرات المركزية بتسليح تمرد محلي من أجل معارضة الغزو والسيطرة اللاحقة على التبت من قبل الصين  ورعت ثورة فاشلة ضد الرئيس الإندونيسي سوكارنو في عام1958. كجزء من عقيدة أيزنهاور، نشرت الولايات المتحدة أيضًا قوات في لبنان في عملية الخفاش الأزرق.كما فرض الرئيس أيزنهاور حظراً على كوبا في عام1958.
استمرت العمليات السرية في عهد الرئيس جون كينيدي وخلفائه.في عام1961، حاولت وكالة المخابرات المركزية الإطاحة بالرئيس الكوبي فيدل كاسترو من خلال غزو خليج الخنازير، لكن الغزو كان محكوم عليه بالفشل عندما سحب الرئيس كينيدي الدعم الجوي الأمريكي الصريح في اللحظة الأخيرة.خلال عملية النمس، واصلت وكالة المخابرات المركزية جهودها بقوة للإطاحة بنظام كاسترو من خلال القيام بمحاولات اغتيال مختلفة لكاسترو وتسهيل الهجمات الإرهابية التي ترعاها الولايات المتحدة في كوبا.لعبت الجهود الأمريكية لتخريب الأمن القومي لكوبا دورًا مهمًا في الأحداث التي أدت إلى أزمة الصواريخ الكوبية، والتي شهدت حصارًا أمريكيًا للجزيرة أثناء المواجهة مع الاتحاد السوفيتي.نظرت وكالة المخابرات المركزية أيضًا في اغتيال الزعيم الكونغولي باتريس لومومبا بمعجون أسنان مسموم (على الرغم من إحباط هذه الخطة).
في عام1961، رعت وكالة المخابرات المركزية اغتيال رافائيل تروجيلو، الديكتاتور السابق لجمهورية الدومينيكان. بعد فترة من عدم الاستقرار، تدخلت القوات الأمريكية في جمهورية الدومينيكان في الحرب الأهلية الدومينيكية (أبريل1965) لمنع استيلاء أنصار الرئيس اليساري المخلوع خوان بوش الذين كانوا يقاتلون أنصار الجنرال إلياس ويسين ويسين.كما تم نشر الجنود لإجلاء المواطنين الأجانب.نشرت الولايات المتحدة 22000 جندي وأصيب 44 قتيلا.كما نشرت منظمة الدول الأمريكية جنودًا في الصراع من خلال قوة السلام الأمريكية.تم سحب الجنود الأمريكيين تدريجياً اعتباراً من مايو فصاعداً.انتهت الحرب رسميًا في 3 سبتمبر1965.أجريت أول انتخابات بعد الحرب في1 يوليو1966،وهزم المحافظ خواكين بالاغير الرئيس السابق خوان بوش.

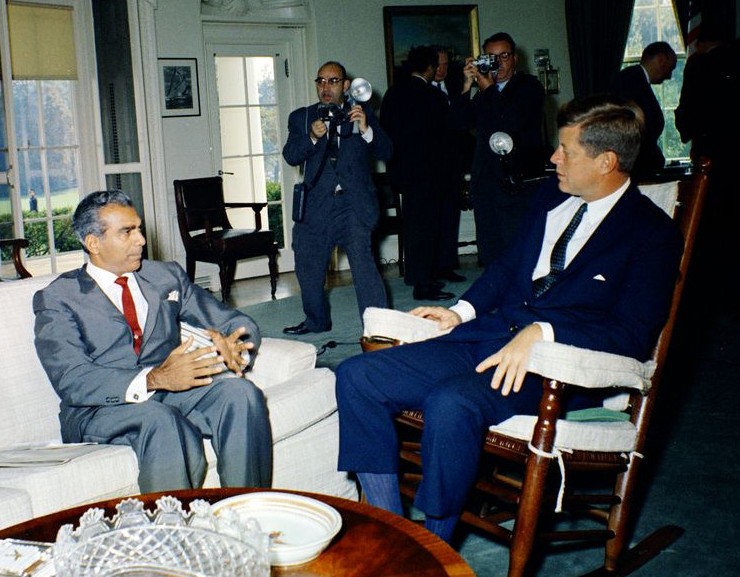
لقاء الرئيس جون ف.كينيدي مع تشيدي جاغان في أكتوبر1961.كانت الرحلة كارثة سياسية لجاغان، الذي فشل في تهدئة شكوك كينيدي والكونغرس من خلال المراوغة بشأن قضايا الحرب الباردة.

في نهاية إدارة أيزنهاور، بدأت حملة لحرمان تشيدي جاغان من السلطة في غيانا المستقلة. تم تكثيف هذه الحملة وأصبحت شيئًا من هوس جون ف.كينيدي، لأنه كان يخشى «كوبا ثانية». بحلول الوقت الذي تولى فيه كينيدي منصبه، كانت المملكة المتحدة مستعدة لإنهاء استعمار غيانا البريطانية ولم تخاف من ميول جاغان السياسية، لكنها اختارت التعاون في المؤامرة من أجل علاقات جيدة مع الولايات المتحدة. تعاونت وكالة المخابرات المركزية مع AFL-CIO، وعلى الأخص في تنظيم إضراب عام لمدة 80 يومًا في عام1963، ودعمه بصندوق إضراب يقدر بأكثر من مليون دولار. مارست إدارة كينيدي ضغوطًا على حكومة هارولد ماكميلان للمساعدة في جهودها، وفي النهاية حققت وعدًا في18 يوليو1963، بأن حكومة ماكميلان ستطيح بجاغان. تم تحقيق ذلك من خلال خطة وضعها دنكان سانديز، حيث سيقرر سانديز، بعد التظاهر بالحياد في نزاع جوياني، لصالح فوربس بورنهام وبيتر داجويار، والدعوة إلى انتخابات جديدة على أساس التمثيل النسبي قبل الاستقلال، والتي بموجبها سيتم النظر في سيكون لمعارضة جاغان فرص أفضل للفوز. نجحت الخطة، وتولى تحالف بورنهام - داجوير السلطة بعد فترة وجيزة من فوزه في الانتخابات في 7 ديسمبر1964. ساعدت إدارة جونسون لاحقًا بورنهام في إصلاح الانتخابات المزورة لعام1968 - أول انتخابات بعد إنهاء الاستعمار في عام1966. لضمان فوز بورنهام، وافق جونسون أيضًا على قرض الغذاء من أجل السلام في الوقت المناسب، والذي تم الإعلان عنه قبل بضعة أسابيع من الانتخابات للتأثير على الانتخابات ولكن لا يبدو أنه يفعل ذلك. فتوت العلاقات بين الولايات المتحدة وجويانا في عهد إدارة نيكسون.هنري كيسنجر، في مذكراته، رفض جويانا ووصفها بأنها «دائما في صف الراديكاليين في منتديات العالم الثالث».
من عام1965 إلى عام1973، قاتلت القوات الأمريكية بناءً على طلب حكومات فيتنام الجنوبية ولاوس وكمبوديا خلال حرب فيتنام ضد جيش فيتنام الشمالية وضد متمردي فيت كونغ وباثيت لاو والخمير الحمر.صعد الرئيس ليندون جونسون التدخل الأمريكي في أعقاب قرار خليج تونكين.غزت فيتنام الشمالية لاوس في عام1959، واستخدمت 30 ألف رجل لبناء طرق غزو عبر لاوس وكمبوديا. أرسلت فيتنام الشمالية 10000 جندي لمهاجمة الجنوب في عام1964، وزاد هذا الرقم إلى 100000 في عام1965. بحلول أوائل عام1965، دمر الفيتكونغ 7559 قرية صغيرة فيتنامية جنوبية. نظمت وكالة المخابرات المركزية قبائل الهمونغ للقتال ضد باثيت لاو، واستخدمت Air America «لإسقاط 46 مليون رطل من المواد الغذائية....لنقل عشرات الآلاف من القوات، وإجراء برنامج استطلاع ضوئي ناجح للغاية، والمشاركة في العديد من المهام السرية باستخدام الليل.- نظارات رؤية ومعدات إلكترونية حديثة». بعد رعاية انقلاب ضد نغو دينه ديم، طُلب من وكالة المخابرات المركزية «إقناع حكومة فيتنامية جنوبية حقيقية بأن تكون» من خلال إدارة التنمية وإدارة برنامج العنقاء الذي قتل الآلاف من المتمردين. حاولت القوات الفيتنامية الشمالية اجتياح كمبوديا في عام1970، والتي ردت عليها الولايات المتحدة وفيتنام الجنوبية بتوغل محدود. ثبت أن قصف الولايات المتحدة لكمبوديا، المسمى «قائمة العمليات»، مثير للجدل.على الرغم من أن ديفيد تشاندلر جادل بأن القصف «كان له الأثر الذي أراده الأمريكيون - فقد كسر الحصار الشيوعي لبنوم بنه»، زعم آخرون أنه عزز التجنيد لصالح الخمير الحمر. انتهكت فيتنام الشمالية اتفاقيات باريس للسلام بعد انسحاب الولايات المتحدة، وسقطت الهند الصينية بأكملها في أيدي الحكومات الشيوعية بحلول أواخر عام1975.

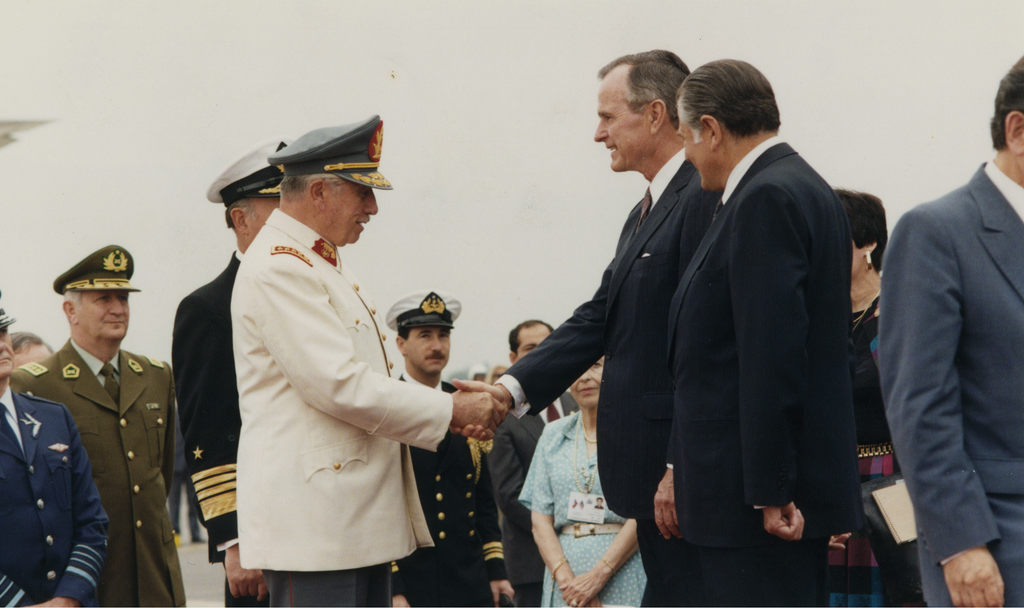
الجنرال التشيلي أوغستو بينوشيه مع جورج إتش دبليو بوش

في عام1975 كشفت لجنة الكنيسة أن الولايات المتحدة قد تدخلت سرًا في تشيلي منذ عام1962، وأنه من عام1963 إلى عام1973، كانت المشاركة السرية «واسعة النطاق ومستمرة». في عام1970، بناءً على طلب الرئيس ريتشارد نيكسون، خططت وكالة المخابرات المركزية لـ «انقلاب دستوري» لمنع انتخاب الزعيم الماركسي سلفادور أليندي في تشيلي، بينما شجعت سرًا الجنرالات التشيليين على العمل ضده. غيرت وكالة المخابرات المركزية نهجها بعد مقتل الجنرال التشيلي رينيه شنايدر، وتقديم المساعدة للمتظاهرين الديمقراطيين والمعارضين التشيليين الآخرين. اتهم أليندي بدعم الجماعات المسلحة وتعذيب المعتقلين وإجراء اعتقالات غير قانونية وتكميم أفواه الصحافة. ومع ذلك، يؤكد بيتر كورنبلوه أن وكالة المخابرات المركزية زعزعت استقرار تشيلي وساعدت في تهيئة الظروف لانقلاب تشيلي عام1973، مما أدى إلى سنوات من الديكتاتورية في عهد أوغستو بينوشيه.
من عام1972 إلى عام 2005، قامت وكالة المخابرات المركزية بتسليح المتمردين الأكراد الذين يقاتلون الحكومة البعثية في العراق. في عام1973، أجاز نيكسون عملية Nickel Grass، وهي جسر جوي استراتيجي علني لتسليم الأسلحة والإمدادات إلى إسرائيل خلال حرب يوم الغفران، بعد أن بدأ الاتحاد السوفيتي في إرسال أسلحة إلى سوريا ومصر.وفي العام نفسه،الليبي الزعيم معمر القذافي راح خليج سرت كأرض ذات سيادة وإغلاق الخليج، مما دفع الولايات المتحدة لإجراء حرية الملاحة العمليات في المنطقة، كما شهدت مطالبات ليبيا باعتبارها غير شرعية دوليا.نتج عن الخلاف مواجهات ليبية أمريكية، بما في ذلك حادثة في عام1981 أسقطت فيها طائرتان أمريكيتان من طراز F-14 Tomcats طائرتان ليبيتان من طراز سوخوي سو-17 فوق الخليج.رداً على التورط الليبي المزعوم في الإرهاب الدولي، وتحديداً هجمات مطار روما وفيينا عام1985،أطلقت إدارة ريغان عملية الوصول إلى الوثيقة  في أوائل عام1986، والتي شهدت عمليات في مارس1986 أسفرت عن مقتل 72 ليبيًا ودمرت العديد من القوارب ومواقع سام..في أبريل1986،قصفت الولايات المتحدة ليبيا مرة أخرى، مما أسفر عن مقتل أكثر من 40 جنديًا ليبيًا وما يصل إلى 30 مدنياً.أسقطت الولايات المتحدة مقاتلتين ليبيتين من طراز ميغ 23 على بعد 40 ميلاً (64 كم) شمال طبرق في عام1989.

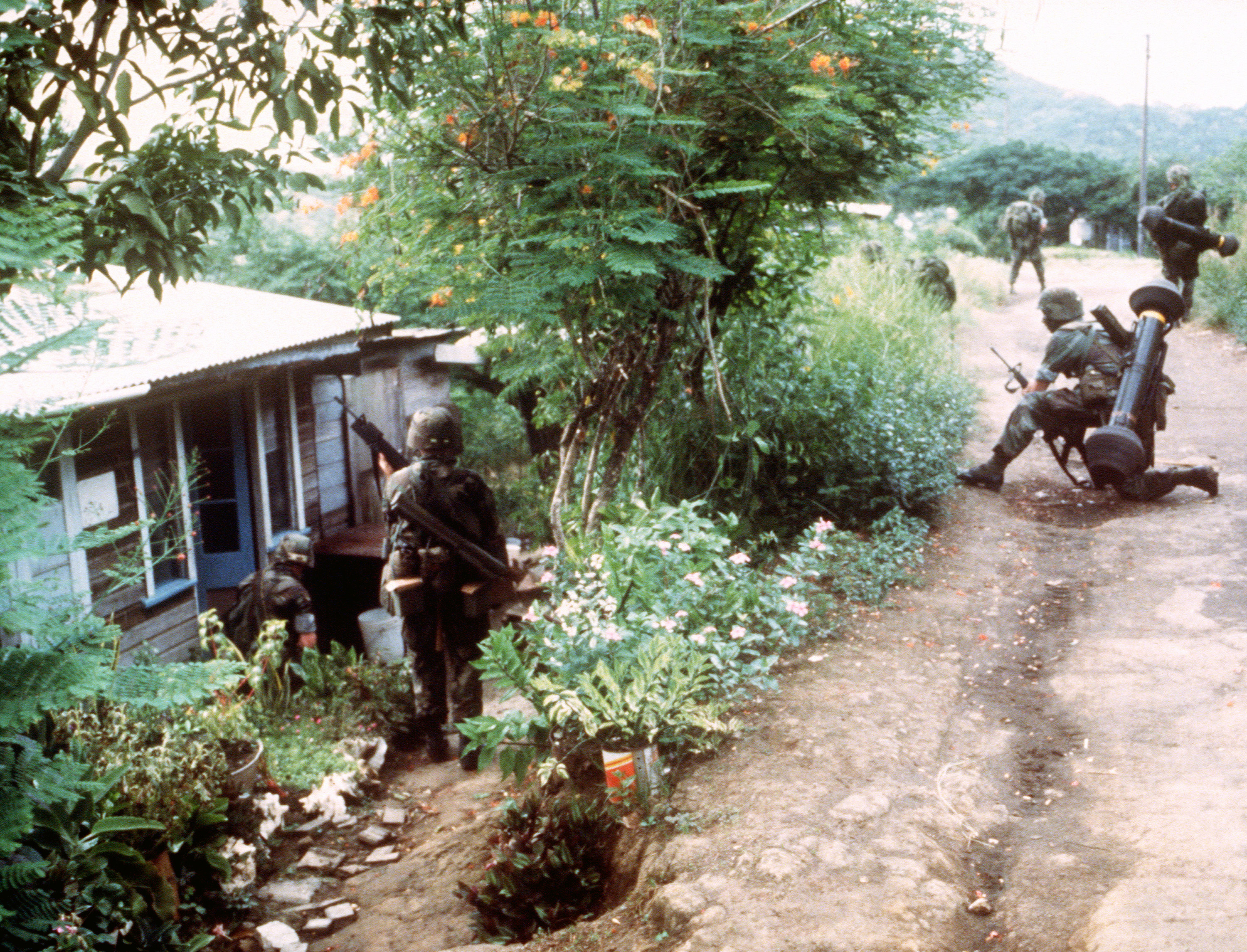
الجنود 82 المحمولة جوا خلال عملية الغضب العاجل، الغزو الأمريكي لغرينادا في أكتوبر1983.

بعد أشهر من قيام ثورة ساور بإيصال نظام شيوعي إلى السلطة في أفغانستان، بدأت الولايات المتحدة في تقديم مساعدة مالية محدودة للمعارضين الأفغان من خلال المخابرات الباكستانية، على الرغم من رفض إدارة كارتر الطلبات الباكستانية بتقديم الأسلحة. بعد الثورة الإيرانية، سعت الولايات المتحدة إلى التقارب مع الحكومة الأفغانية - وهو احتمال وجده الاتحاد السوفياتي غير مقبول بسبب النفوذ السوفيتي الضعيف على النظام. غزا السوفييت أفغانستان في 24 ديسمبر1979 لإطاحة حفيظ الله أمين، وبعد ذلك نصبوا نظام دمية.بعد أن شعر بالاشمئزاز من انهيار الوفاق، بدأ الرئيس جيمي كارتر تسليح المجاهدين الأفغان سرًا في برنامج يسمى عملية الإعصار.
تم توسيع هذا البرنامج بشكل كبير في عهد الرئيس رونالد ريغان كجزء من عقيدة ريغان.وكجزء من هذه العقيدة، دعمت وكالة المخابرات المركزية أيضًا حركة يونيتا في أنغولا، وحركة التضامن في بولندا، وتمرد الكونترا في نيكاراغوا، وجبهة التحرير الوطنية الشعبية الخميرية في كمبوديا. أشرفت القوات الأمريكية والأمم المتحدة في وقت لاحق على انتخابات حرة في كمبوديا. في عهد ريغان، أرسلت الولايات المتحدة قوات إلى لبنان خلال الحرب الأهلية اللبنانية كجزء من مهمة حفظ السلام.انسحبت الولايات المتحدة بعد مقتل 241 جنديًا في تفجير ثكنة بيروت.في عملية الإرادة الجادة، رافقت السفن الحربية الأمريكية ناقلات النفط الكويتية التي أعيدت أعلامها لحمايتها من الهجمات الإيرانية خلال الحرب الإيرانية العراقية.أطلقت البحرية الأمريكية عملية فرس النبي ردا على التعدين الإيراني في الخليج العربي خلال الحرب والأضرار اللاحقة لسفينة حربية أمريكية.ساعد الهجوم في الضغط على إيران للموافقة على وقف إطلاق النار مع العراق في وقت لاحق من ذلك الصيف، منهية الحرب التي استمرت ثماني سنوات. في عهد كارتر وريغان، تدخلت وكالة المخابرات المركزية مرارًا وتكرارًا لمنع الانقلابات اليمينية في السلفادور، وكثيراً ما هددت الولايات المتحدة بتعليق المساعدات للحد من الفظائع التي ارتكبتها الحكومة في الحرب الأهلية السلفادورية.نتيجة لذلك، خططت فرق الموت لقتل السفير الأمريكي. في عام1983، بعد انتهاء صراع داخلي على السلطة بإقالة وقتل رئيس الوزراء الثوري موريس بيشوب، غزت الولايات المتحدة غرينادا في عملية الغضب العاجل وأجرت انتخابات حرة.أمر الرئيس جورج إتش دبليو بوش بغزو بنما (عملية القضية العادلة) في عام1989 وأطاح بالديكتاتور المخلوع مانويل نورييغا.

## ما بعد الحرب الباردة

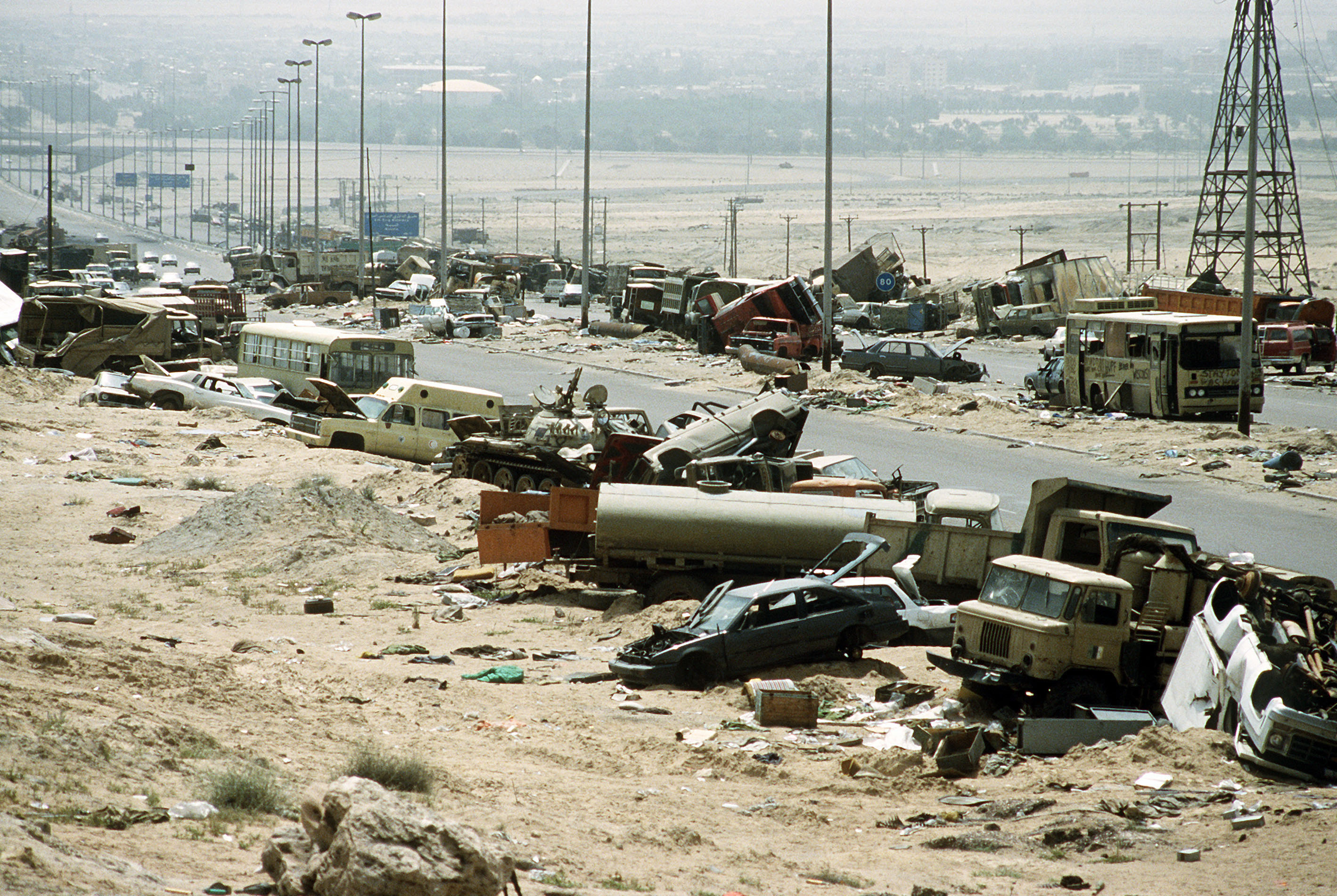
المركبات المدمرة على طول طريق الموت في عام1991، من إرث حرب الخليج.

في1990-1991، تدخلت الولايات المتحدة في الكويت بعد سلسلة من المفاوضات الدبلوماسية الفاشلة، وقادت تحالفًا لصد القوات العراقية الغازية بقيادة الدكتاتور العراقي صدام حسين، فيما أصبح يعرف باسم حرب الخليج.في 26 فبراير1991، نجح التحالف في طرد القوات العراقية.استجابت الولايات المتحدة والمملكة المتحدة وفرنسا لمطالب الشيعة والأكراد بمناطق حظر طيران،وتدخلت وأنشأت مناطق حظر طيران في جنوب العراق وشماله لحماية السكان الشيعة والأكراد من نظام صدام.عزلت مناطق حظر الطيران صدام عن الشمال الكردي في البلاد، ومنحت فعليًا الحكم الذاتي للأكراد، وستظل نشطة لمدة 12 عامًا حتى غزو العراق عام 2003.
في التسعينيات، تدخلت الولايات المتحدة في الصومال كجزء من عملية الأمم المتحدة الأولى في الصومال وعملية الأمم المتحدة الثانية في الصومال، وهي عملية إغاثة إنسانية تابعة للأمم المتحدة  أسفرت عن إنقاذ مئات الآلاف من الأرواح. خلال معركة مقديشو عام1993، أسقطت طائرتان هليكوبتر أمريكيتان بهجمات بقذائف صاروخية على عجلاتها الخلفية، مما أدى إلى محاصرة الجنود خلف خطوط العدو.نتج عن ذلك قتال قصير لكن مرير في الشوارع.قتل18 أمريكيا وأكثر من 300 صومالي.
في عهد الرئيس بيل كلينتون، شاركت الولايات المتحدة في عملية دعم الديمقراطية، وهي مهمة للأمم المتحدة لإعادة الرئيس المنتخب لهايتي، جان برتران أريستيد، بعد انقلاب عسكري. في عام1995، أمرت كلينتون الطائرات الأمريكية وحلف شمال الأطلسي بمهاجمة أهداف صرب البوسنة لوقف الهجمات على المناطق الآمنة للأمم المتحدة والضغط عليهم من أجل اتفاق سلام.نشرت كلينتون قوات حفظ سلام أمريكية في البوسنة في أواخر عام1995 لدعم اتفاقية دايتون اللاحقة.
كانت وكالة المخابرات المركزية متورطة في محاولة الانقلاب الفاشلة عام1996 ضد صدام حسين.
رداً على تفجيرات القاعدة عام1998 لسفارات الولايات المتحدة في شرق إفريقيا والتي أودت بحياة عشرات الأمريكيين ومئات الأفارقة، أمر الرئيس كلينتون بعملية الوصول اللانهائي في 20 أغسطس1998، حيث أطلقت البحرية الأمريكية صواريخ كروز على تدريب القاعدة.معسكرات في أفغانستان ومصنع أدوية في السودان يعتقد أنه ينتج أسلحة كيماوية للجماعة الإرهابية.كانت هذه أول ضربة استباقية معترف بها علنًا ضد جهة فاعلة عنيفة من غير الدول ينفذها الجيش الأمريكي.
أيضًا، لوقف التطهير العرقي والإبادة الجماعية  للألبان من قبل الصرب القوميين في إقليم كوسوفو بجمهورية يوغوسلافيا الفيدرالية السابقة، أذنت كلينتون باستخدام القوات المسلحة الأمريكية في حملة قصف الناتو ضد يوغوسلافيا في عام1999.المسماة عملية قوة الحلفاء.
وجدت دراسة أجراها دوف ليفين،الأستاذ بجامعة كارنيجي ميلون عام 2016، أن الولايات المتحدة تدخلت في 81 انتخابات أجنبية بين عامي1946 و 2000، وكان معظمها من خلال أفعال سرية وليست علنية. وجدت مراجعة 2021 للأدبيات الموجودة أن التدخلات الأجنبية منذ الحرب العالمية الثانية تميل بشكل كبير إلى الفشل في تحقيق أهدافها المزعومة.

## الحرب على الإرهاب والربيع العربي

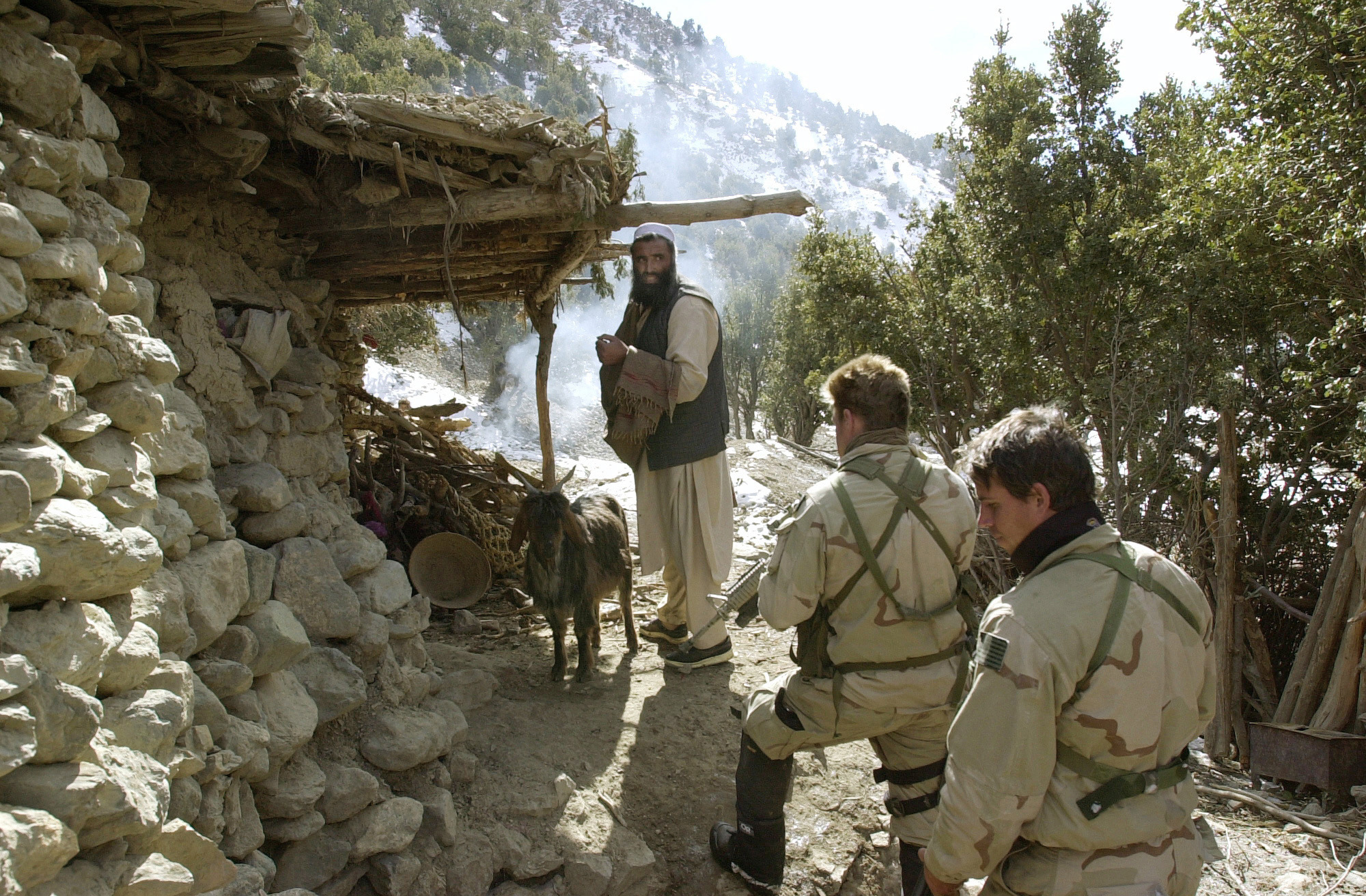
القوات البحرية الأمريكية في الجبال الأفغانية أثناء الحرب في أفغانستان، يناير 2002

بعد هجمات11 سبتمبر 2001، في عهد الرئيس جورج دبليو بوش، شنت الولايات المتحدة وحلف شمال الأطلسي والعالمية الحرب على الإرهاب، التي بدأت بشكل جدي مع التدخل للإطاحة طالبان الحكومة في الحرب الأفغانية، التي الولايات المتحدة يشتبه في حماية الله - قاعدة.في ديسمبر 2009،أمر الرئيس باراك أوباما «بزيادة» القوات الأمريكية في أفغانستان، ونشر 30 ألف جندي إضافي لمحاربة القاعدة وتمرد طالبان، قبل أن يأمر بخفض القوات في عام 2011. واصلت أفغانستان لاستضافة الولايات المتحدة وحلف شمال الاطلسي لمكافحة الإرهاب ومكافحة التمرد عمليات (ايساف / حازم الدعم وعمليات الحرية الدائمة / الحارس الحرية و) حتى 2021، عندما طالبان استعادت السيطرة من أفغانستان في خضم التفاوض انسحاب بقيادة الولايات المتحدة من البلاد.مات أكثر من 2400 أمريكي و18 من عملاء وكالة المخابرات المركزية وأكثر من1800 متعاقد مدني في الحرب الأفغانية.أصبحت الحرب في أفغانستان أطول حرب في تاريخ الولايات المتحدة، حيث استمرت19 عامًا وعشرة أشهر – استمرت حرب فيتنام19 عامًا وخمسة أشهر – وكلفت الولايات المتحدة أكثر من 2 تريليون دولار.
على الرغم من أن «عملية الحرية الدائمة» (OEF) تشير عادةً إلى مرحلة 2001-2014 من الحرب في أفغانستان، فإن المصطلح أيضًا هو الاسم الرسمي للجيش الأمريكي للحرب على الإرهاب، وله عمليات تابعة متعددة تشهد انتشار القوات العسكرية الأمريكية في المناطق في جميع أنحاء العالم باسم مكافحة الإرهاب، غالبًا بالتعاون مع الحكومة المركزية للدولة المضيفة من خلال التعاون الأمني واتفاقيات وضع القوات:
- عملية الحرية الدائمة - القرن الأفريقي (OEF-HOA): تم نشر القوات الأمريكية في إثيوبيا،[91] كينيا،[92] ليبيريا،[93] موريشيوس، رواندا،[94] سيشيل،الصومال، تنزانيا،[95] وأوغندا.[96][97][98]
  - معسكر ليمونير هو القاعدة العسكرية الأمريكية الدائمة الوحيدة في إفريقيا، وقد أُنشئ في جيبوتي عام 2002، ويدعم عمليات OEF-HOA.
  - أعاد فيلق السلام تأسيس وجوده في جزر القمر في عام 2015، وقام أفراد الحرس الوطني في كنتاكي بتدريب قوات جزر القمر.[99][100]
  - زادت إدارة ترامب ضربات الطائرات بدون طيار على الصومال [101] وفي عام 2020 أطلقت عملية أوكتاف كوارتز، والتي شهدت تشتت القوات الأمريكية من البلاد وإعادة تمركزها في قواعد عسكرية أخرى في المنطقة.[102]
- عملية الحرية الدائمة - عبر الصحراء (OEF-TS): انتشار القوات الأمريكية في الجزائر،[103] بوركينا فاسو،[104] الكاميرون، تشاد،[105] مالي، موريتانيا،[106] المغرب،[107] النيجر،نيجيريا،[108] السنغال [109] وتونس.[110]
  - في عام 2013، بدأت الولايات المتحدة في توفير طائرات نقل للقوات الفرنسية خلال حرب مالي.[111]
  - نشر الرئيس باراك أوباما ما يصل إلى 300 جندي أمريكي في الكاميرون في أكتوبر 2015 لإجراء عمليات استخبارات ومراقبة واستطلاع ضد جماعة بوكو حرام الإرهابية.[112] موقع الطوارئ تم إنشاء موقع غروة، وهو موقع للجيش الأمريكي يضم حوالي 200 جندي ومقاول في غروة، بحلول عام 2017.[113]
  - قُتل أربعة من جنود العمليات الخاصة الأمريكية وخمسة نيجيريين خلال كمين نصبه تنظيم الدولة الإسلامية في النيجر في أكتوبر / تشرين الأول 2017.كان هناك حوالي 800 جندي أمريكي في النيجر في ذلك الوقت، كان معظمهم يعملون على بناء قاعدة ثانوية للطائرات بدون طيار للطائرات الأمريكية والفرنسية في أغاديز.[114]
- عملية الحرية الدائمة - الفلبين
- عملية الحرية الدائمة - منطقة البحر الكاريبي وأمريكا الوسطى (OEF-CCA) [115]
- عملية الحرية الدائمة - قرغيزستان [116]
- عملية الحرية الدائمة - بانكيسي جورج [117]

شهدت الحرب على الإرهاب تطوير المجتمع العسكري والاستخباراتي الأمريكي لقدراته الحربية غير المتكافئة، حيث شهد الاستخدام المكثف لضربات الطائرات بدون طيار والعمليات الخاصة في دول أجنبية مختلفة بما في ذلك أفغانستان وباكستان واليمن والصومال ضد الجماعات الإرهابية المشتبه بها وقيادتها.

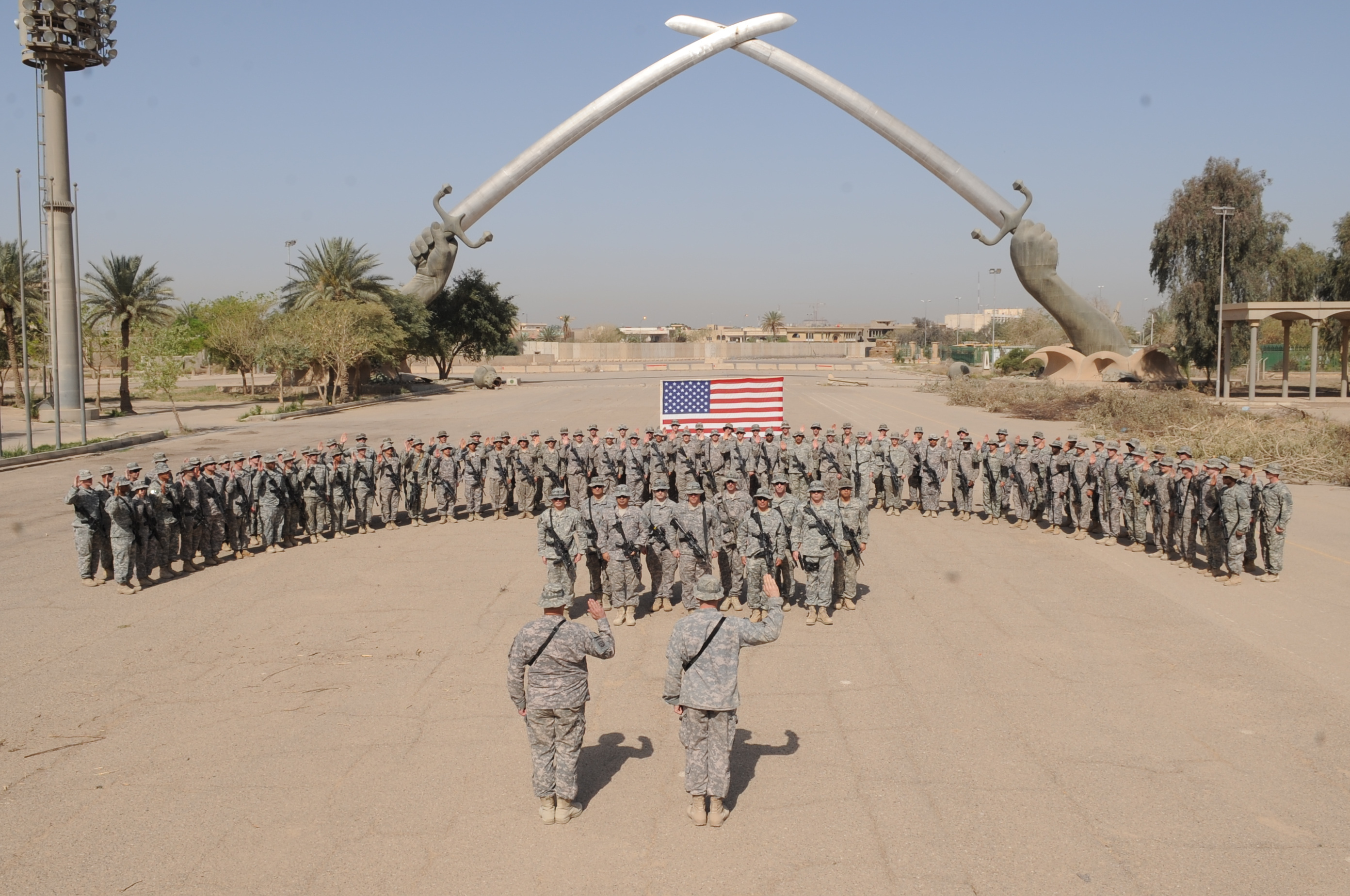
الفرقة 82 المحمولة جواً في قوس النصر في بغداد،العراق،2009.أنشأت القوات الأمريكية المنطقة الخضراء في بغداد خلال غزو العراق عام 2003.

في عام 2003، قامت الولايات المتحدة وتحالف متعدد الجنسيات بغزو واحتلال العراق لإسقاط الرئيس صدام حسين، الذي اتهمته إدارة بوش بصلاته بالقاعدة وحيازة أسلحة دمار شامل أثناء أزمة نزع السلاح في العراق.لم يتم اكتشاف أي مخزون من أسلحة الدمار الشامل إلى جانب حوالي 500 ذخيرة كيميائية متحللة ومتروكة من مخلفات الحرب العراقية الإيرانية في الثمانينيات، والتي اعتبرتها مجموعة مسح العراق غير ذات أهمية عسكرية. لم تجد لجنة المخابرات التابعة لمجلس الشيوخ الأمريكي دليلاً جوهريًا على وجود صلات بين العراق والقاعدة  واعترف الرئيس بوش لاحقًا بأن «الكثير من المعلومات الاستخبارية كانت خاطئة». مات أكثر من 4400 أمريكي ومئات الآلاف من المدنيين العراقيين خلال حرب العراق، التي انتهت رسميًا في18 ديسمبر 2011.
في أواخر العقد الأول من القرن الحادي والعشرين، أطلقت القوات البحرية الأمريكية في أوروبا وأفريقيا محطة الشراكة الأفريقية لتدريب الدول الأفريقية الساحلية على الأمن البحري، بما في ذلك إنفاذ القوانين في مياهها الإقليمية ومناطقها الاقتصادية الخالصة ومكافحة القرصنة والتهريب والصيد غير القانوني.
بحلول عام 2009، استخدمت الولايات المتحدة كميات كبيرة من المساعدات وقدمت تدريبات على مكافحة التمرد لتعزيز الاستقرار وتقليل العنف في كولومبيا التي مزقتها الحرب بقيادة الرئيس ألفارو أوريبي، في ما أطلق عليه «أنجح تمرين لبناء الدولة من قبل الولايات المتحدة في هذا القرن».
أدى الربيع العربي عام 2011 إلى انتفاضات وثورات وحروب أهلية في جميع أنحاء العالم العربي، بما في ذلك ليبيا وسوريا واليمن.في عام 2011، تدخلت الولايات المتحدة في الحرب الأهلية الليبية الأولى من خلال توفير الدعم الجوي لقوات المتمردين.كانت هناك أيضًا تكهنات في صحيفة واشنطن بوست بأن الرئيس باراك أوباما أصدر عملاً سريًا، واكتشف في مارس 2011 أن أوباما أذن لوكالة المخابرات المركزية بتنفيذ جهد سري لتوفير الأسلحة والدعم للمعارضة الليبية. تمت الإطاحة بالزعيم الليبي معمر القذافي وقتله في النهاية.أدت الأنشطة الأمريكية في ليبيا إلى هجوم بنغازي عام 2012.
بدءًا من عام 2012 تقريبًا، وتحت رعاية عملية Timber Sycamore وغيرها من الأنشطة السرية، قام عملاء وكالة المخابرات المركزية وقوات العمليات الخاصة الأمريكية بتدريب وتسليح ما يقرب من10000 مقاتل سوري متمرد ضد الرئيس السوري بشار الأسد  بتكلفة 1 دولار مليار دولار سنويًا حتى تم التخلص منه في عام 2017 من قبل إدارة ترامب.

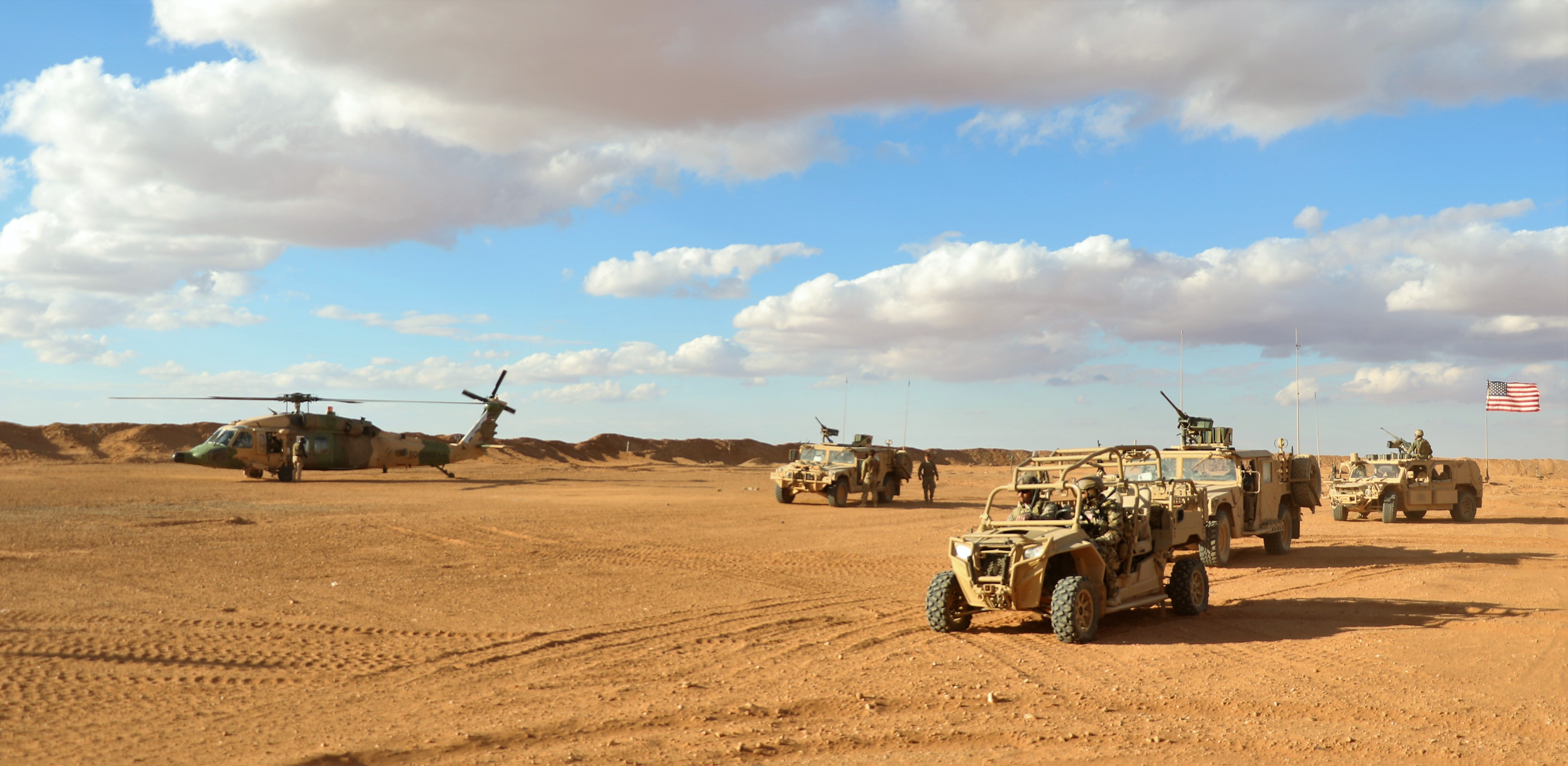
منطقة إنزال في التنف بسوريا أثناء التدخل بقيادة الولايات المتحدة في الحرب الأهلية السورية.

شهد 2013-2014 صعود تنظيم الدولة الإسلامية في العراق والشام (ISIL / ISIS) الإرهابي في الشرق الأوسط.في يونيو 2014، خلال عملية العزم الصلب، أعادت الولايات المتحدة التدخل في العراق وبدأت الضربات الجوية ضد داعش هناك ردًا على مكاسب سابقة للجماعة الإرهابية التي هددت الأصول الأمريكية والقوات الحكومية العراقية.تبع ذلك مزيد من الضربات الجوية على داعش في سوريا في سبتمبر 2014، حيث استهدف التحالف الذي تقوده الولايات المتحدة مواقع داعش في جميع أنحاء الدولة التي مزقتها الحرب.شملت الضربات الجوية الأولية مقاتلين وقاذفات وصواريخ كروز.يحافظ التحالف على وجود بري بارز في سوريا اليوم.أعادت الولايات المتحدة التدخل رسميًا في ليبيا في عام 2015 كجزء من العزم المتأصل.
رداً على ضم روسيا لشبه جزيرة القرم عام 2014، أنشأت إدارة أوباما مبادرة الردع الأوروبية (EDI)، وهو برنامج مخصص لتعزيز الوجود العسكري الأمريكي في وسط وشرق أوروبا.موّل التبادل الإلكتروني للبيانات عملية العزم الأطلسي، وهي جهد دفاعي جماعي لتعزيز التخطيط العسكري لحلف الناتو وقدراته الدفاعية من خلال الحفاظ على التناوب المستمر للوجود العسكري الجوي والأرضي والبحري الأمريكي في المنطقة لردع العدوان الروسي المتصور على طول الجناح الشرقي لحلف الناتو. تم إنشاء قوة الوجود الأمامي المعزز (EFP) من قبل الناتو.
في مارس 2015، أعلن الرئيس أوباما أنه سمح للقوات الأمريكية بتقديم الدعم اللوجستي والاستخباراتي للسعوديين في تدخلهم العسكري في اليمن، وإنشاء «خلية التخطيط المشترك» مع المملكة العربية السعودية. شاركت القوات الأمريكية والبريطانية في حصار اليمن.
كان الرئيس دونالد ترامب أول رئيس أمريكي منذ عقود لا يلزم الجيش بحملات خارجية جديدة، وبدلاً من ذلك استمر في الحروب والتدخلات التي ورثها عن أسلافه، بما في ذلك التدخلات في العراق وسوريا والصومال. غالبًا ما استخدمت إدارة ترامب الضغط الاقتصادي ضد الخصوم الدوليين مثل فنزويلا وجمهورية إيران الإسلامية. في عام 2019، تسببت التوترات بين الولايات المتحدة وإيران في أزمة في الخليج العربي، حيث عززت الولايات المتحدة وجودها العسكري في المنطقة، وإنشاء مبنى الأمن البحري الدولي لمكافحة الهجمات على الشحن التجاري،واغتيال جنرال إيراني بارز.قاسم سليماني.
في مارس 2021،صنفت إدارة بايدن حركة الشباب في موزمبيق كمنظمة إرهابية، وبناءً على طلب حكومة موزمبيق، تدخلت في نزاع كابو ديلجادو.تم نشر القوات الخاصة للجيش في البلاد لتدريب مشاة البحرية الموزمبيقية.